# 더블데크 엘리베이터

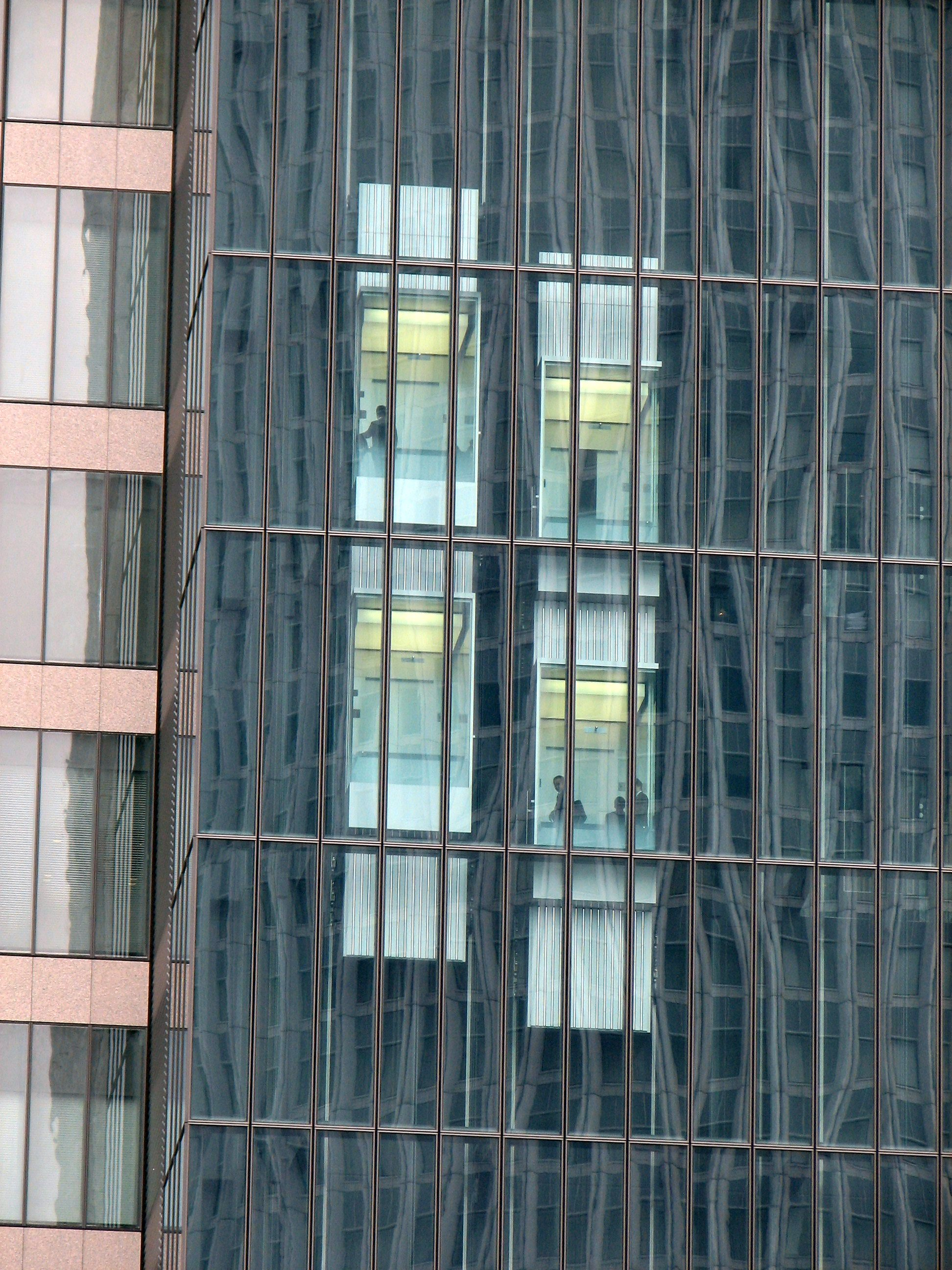
나고야 미들랜드 스퀘어에 설치된 더블데크 엘리베이터

더블데크 엘리베이터(double-deck elevator)는 카 두 대가 위아래로 연결되어 한 승강로에서 동시에 움직이는 엘리베이터의 종류다. 트윈 엘리베이터와 같다. 이를 통해 연속되는 두 층의 승객을 동시에 실어나를 수 있으며 한 승강로당 수송 능력을 늘리고 건물 점유 면적을 축소할 수 있다. 또한 카가 건물의 두 개 층에 동시에 정지하게 되므로 정차 횟수를 줄여 승객의 대기 및 수송 시간을 단축하는 효과를 줄 수 있다.
건물의 특성이나 운송량에 따라 두 카가 각각 홀수층과 짝수층에 정차하는 방식, 특정 층에 대해서만 두 카가 동시에 운행할 수 있게 하는 방식, 상부 카는 최하층, 하부 카는 최상층만 제외하고 모든 층에 정차하는 방식 등의 운행 모드를 선택하여 유연한 운용이 가능하다. 또한 정차 층마다 층고가 다를 경우에도 상부와 하부 카 간의 간격 조절이 가능한 층 간격 맞춤 장치가 적용되어 건축 설계를 자유롭게 할 수 있다.
대한민국에서는 서울특별시 용산구에 위치한 LG유플러스 신사옥에 현대엘리베이터가 더블데크 엘리베이터를 설치한 것을 시작으로 롯데월드타워 등의 초고층 마천루 및 업무용 빌딩에 다수 적용되고 있다.
트윈 엘리베이터 또한 한 승강로에서 두 대의 카가 움직인다는 점에서 더블데크 엘리베이터와 유사하지만, 더블데크 엘리베이터는 두 카가 서로 붙어 동시에 운행되는 반면 트윈 엘리베이터는 두 카가 서로 독립적으로 운행한다. 트윈 엘리베이터의 경우 두 차간 간격이 최소 6m 이상으로 유지되어야 하기 때문에 최상, 최하층의 운행에 제약이 있으며 카 간 충돌을 막기 위해 행선층 예약시스템을 기반으로 운행한다.

## 설치 사례

### 아시아
- 비텍스코 파이낸셜 타워: 베트남 호찌민 시
- 부르즈 할리파: 아랍에미리트 두바이
- 광저우 타워: 중화인민공화국 광저우시
- CTF 광저우: 중화인민공화국 광저우 시
- 국제상업센터: 홍콩
- 롯데월드타워: 대한민국 서울특별시
- 미들랜드 스퀘어: 일본 나고야시
- 페트로나스 트윈 타워: 말레이시아 쿠알라룸푸르
- 핑안 국제금융센터: 중화인민공화국 선전시
- 래플스 시티: 싱가포르
- 리퍼블릭 플라자: 싱가포르
- 롯폰기 힐스 모리 타워: 일본 도쿄도
- 상하이 세계금융센터: 중화인민공화국 상하이시
- 상하이 타워: 중화인민공화국 상하이시
- 타이베이 101: 중화민국 타이베이시
- 국제금융센터: 홍콩

### 오세아니아
- 시드니 타워: 오스트레일리아 시드니

### 아메리카
- 120 파크 애비뉴: 미국 뉴욕
- Aon 센터: 미국 시카고
- 뱅크 오브 아메리카 플라자: 미국 댈러스
- 시티그룹 센터: 미국 뉴욕
- 퍼스트 캐나디안 플레이스: 캐나다 토론토
- 골드만삭스: 미국 뉴욕
- 존 핸콕 타워: 미국 보스턴
- 스코샤 플라자: 캐나다 토론토
- 자유의 여신상: 미국 뉴욕
- 스트래토스피어 라스베이거스: 미국 라스베이거스
- 윌리스 타워: 미국 시카고
- 윌셔 그랜드 센터: 미국 로스앤젤레스군

### 유럽
- 20 펜처치 스트리트: 영국 런던
- 에펠탑: 프랑스 파리
- 헤론 타워: 영국 런던
- 더 샤드: 영국 런던
- 타워 42: 영국 런던

## 같이 보기
- 트윈 엘리베이터